# Keraterpeton
Keraterpeton — вимерлий рід «нектрідових» тетрапоморфів, раніше включався до монотипної родини Keraterpedontidae з кам'яновугільного періоду Європи (Чехія, Англія та Ірландія) та Північної Америки (США). Це найстаріший відомий представник родини Diplocaulidae.
Типовим видом є Keraterpeton galvani, названий у 1866 році Робертом Етеріджем як Ceraterpeton і пізніше змінений на Keraterpeton у 1868 році Томасом Генрі Хакслі та Едвардом Персівалем Райтом; трьома роками раніше (у листопаді 1865 року) вони були уповноважені Вільямом Букі Браунріґом описати деяких викопних хребетних у своїй колекції, і серед них був NHMING F 14735, голотип Keraterpeton galvani, який був виявлений у вугільній шахті Джарроу в графстві Кілкенні, Ірландія.
Кератерпетон був істотою, схожою на саламандру, довжиною близько 30 сантиметрів. Його хвіст був надзвичайно довгим, займаючи дві третини загальної довжини тварини, і був сплюснутим з боків, імовірно, щоб допомогти йому плавати. Його череп був круглим і коротким, особливо якщо порівнювати його з пермським родичем Диплокаулом. Його задні лапи мали п'ять пальців і були довші за передні кінцівки, які мали лише чотири пальці.
Кератерпетон був сплющений збоку, що допомогло б йому проштовхнутися крізь каламутні води боліт, у яких він жив. П'ятипалі задні ноги були довші за чотирьохпалі передні, а короткий округлий череп мав очі, розташовані далеко вперед. Хоча кератерпетон мав довге тіло, він не мав надмірної кількості хребців (в середньому 15–26).